# Conseil de Murrumbidgee
Le conseil de Murrumbidgee (en anglais : Murrumbidgee Council) est une zone d'administration locale située dans l'État de Nouvelle-Galles du Sud en Australie, dont le siège est Jerilderie. 

## Géographie
Le conseil s'étend sur 5 685 km2 dans la Riverina, au sud de la Nouvelle-Galles du Sud. Il est traversé par le Murrumbidgee, principal affluent du Murray.
Il comprend les localités de Jerilderie, Coleambally, Darlington Point et Waddy.

## Histoire
Le conseil de Murrumbidgee est créé le 12 mai 2016 par la fusion des comtés de Jerilderie et de Murrumbidgee. Un administrateur provisoire est nommé pour gérer le conseil en attendant les premières élections.

## Démographie
| Année | Population |
| ----- | ---------- |
| 2016  | 3 836      |
| 2021  | 3 353      |

## Politique et administration

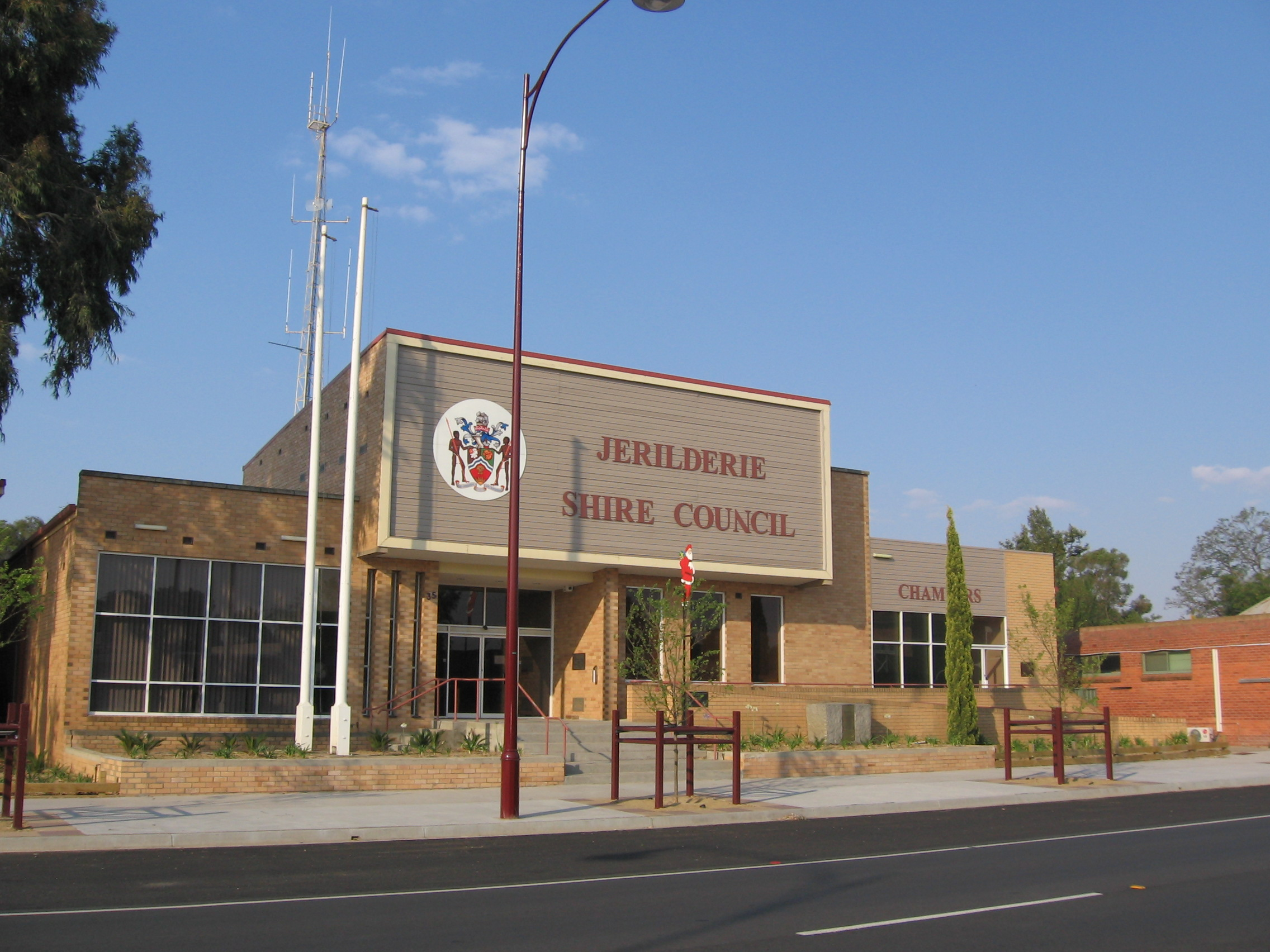
Le siège du conseil de Murrumbidgee à Jerilderie.

Le conseil comprend neuf membres élus pour quatre ans, qui à leur tour élisent le maire et son adjoint pour deux ans. Le 9 septembre 2017, puis le 4 décembre 2021, 9 indépendants ont été élus.

### Liste des maires
| Période           | Période           | Identité     | Étiquette   | Qualité        |
| ----------------- | ----------------- | ------------ | ----------- | -------------- |
| 12 mai 2016       | 21 septembre 2017 | Austin Evans |             | Administrateur |
| 21 septembre 2017 | en cours          | Ruth McRae   | Indépendant |                |

La zone est rattachée à la circonscription de Farrer pour les élections fédérales et à celle de Murray pour les élections à l'Assemblée législative de Nouvelle-Galles du Sud.